# André de Ribaupierre
André de Ribaupierre   (Clarens, 29 de maig de 1893 - Rochester, 1955) fou un violinista i un pedagog suís.

## Biografia
André de Ribaupierre va començar a prendre classes de violí del seu germà gran Emile i més tard de Władysław Górski a Montreux. Va debutar com a solista el 1910. El 1914 va ser nomenat professor de violí al Conservatori de Lausana i hi va ensenyar durant cinc anys. El 1919 va conèixer Eugène Ysaÿe a Cincinnati i va decidir estudiar amb ell. Més tard va reprendre la classe del mateix Ysaÿe que l'havia designat com el seu successor. El 1924 es va convertir en professor al "Cleveland Music Institute". Tant Ernest Bloch com Bohuslav Martinů van escriure cançons per a Ribaupierre.
Nostàlgic pel seu país, Ribaupierre va tornar a Suïssa el 1929 i es va convertir en director i professor a l'Institut de Ribaupierre de Lausana fundat pels seus germans. Posteriorment va reprendre la presidència d'Henri Marteau al Conservatori de Ginebra i va impartir classes magistrals a l'"École Normale de Musique" de París. Ribaupierre va iniciar un quartet que duia el seu nom i que va estar actiu durant molts anys fins a la seva dissolució el 1948, quan va tornar als Estats Units. Des de 1948 fins a la seva mort, Ribaupierre va ensenyar a l'"Eastman School of Music" de Rochester i va formar part del Eastman Quartet. Va destacar la col·laboració de Ribaupierre amb la pianista Jacqueline Blancard durant la major part de la seva carrera. A més del seu treball com a músic, Ribaupierre era un aficionat a la muntanya. Va pujar al Cerví el 1928 i, arribat al cim, va començar a tocar el violí.
La seva filla Anne va deixar el llegat de Ribaupierre a lAssociation des Amis de l'Institut de Ribaupierre de Lausana; a partir d'aquest material, Antonin Scherrer va escriure la primera monografia sobre Ribaupierre el 2017.